# كوكولان بالوفيكوت
كوكولان بالوفيكوت هو نادي كرة قدم في فنلندا تأسس في 1930 يقع في كوكولا.